# Operațiunea Silberfuchs

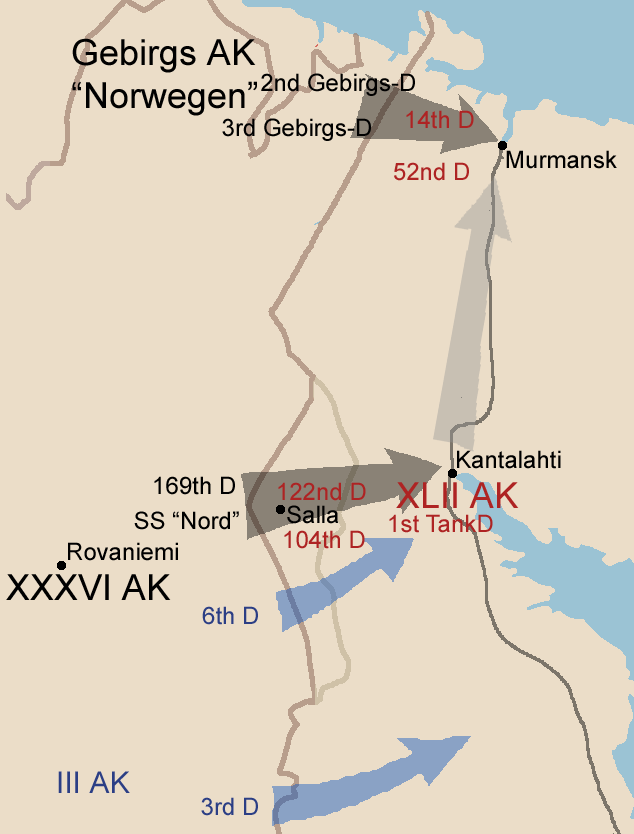
Planul original al Operaţiunii "Silberfuchs".

Operațiunea Silberfuchs (Vulpea argintie) (în germană: Unternehmen Silberfuchs) a fost o operațiune germană din timpul celui de-al doilea război mondial. Principalul obiectiv a fost cucerirea portului sovietic Murmansk printr-un atac inițiat de pe teritoriul finlandez.

## Planificarea și preparativele
În ianuarie 1941 ofițerul german Erich Buschenhagen a fost trimis în Finlanda pentru a discuta despre posibilitatea unei cooperări militare germano-finlandeze împotriva Uniunii Sovietice, oferindu-se finlandezilor conducerea operațiunilor. Din iulie 1940, Germania plănuise ca în cazul unui nou război sovieto-finlandez să ocupe minele de nichel de la Petsamo. Germania se bucura de drepturi de tranzit și aprovizionare pentru trupe prin nordul Finlandei din septembrie 1940. La sfârșitul lunii februarie Buschenhagen a fost autorizat să negocieze condițiile unei ofensive comune germano-finlandeze. Germanii făcuseră deja planuri pentru transferul de trupe din Norvegia deja ocupată în Finlanda. Aceste operațiuni codificate Blaufuchs I și Blaufuchs II (Vulpea albastră I și II) au început în iunie 1941. În Finlanda de nord au fost transferate cinci divizii germane plus diferite unități complementare. Acestea s-au alăturat forțelor finlandeze mobilizate în zonă sub pretextul unor manevre de rutină. 
Finlandezii și germanii au căzut de acord asupra executării a unui atac pe două direcții, cu trei faze de dezvoltare. 
Prima fază, numită Renntier (Renul), avea ca obiectiv ocuparea regiunii Petsamo de către două divizii de infanterie alpină (Gebirgskorps Norwegen), transferate din zona norvegiană Kirkenes.
Fazele a doua și a treia trebuiau să fie lansate simultan. Atacul nordic, codificat Platinfuchs (Vulpea platinată), trebuia executat din zona de la est de Petsamo de-a lungul coastei Mării Barenț de Gebirgskorps Norwegen cu sprijinul Batalionului de grăniceri finlandezi Ivalo, și viza portul sovietic Murmansk. Acest atac avea să se desfășoare într-o zonă la nord de Cercul Polar Arctic, urmând să fie îngreunat de condițiile extrem de grele meteo și de teren. Această operațiune era considerată chiar de comandanții germani și finladezi cu foarte puține șanse de succes. Scopul operațiunii era mai degrabă unul de diversiune, care să acundă principalul atac, cel sudic. La începutul anului 1941 portul Murmansk părea numai un port de importanță secundară. De-a lungul războiului Murmanskul a devenit însă un obiectiv de cea mai mare impotanță pentru supraviețuirea Uniunii Sovietice, prin acest port desfășurându-se aprovizionarea vitală pentru armata și populația sovietică.
Atacul sudic, codificat Polarfuchs (Vulpea polară), urma să fie o dublă învăluire a trupelor germano-finlandeze. Sub conducerea generalului de cavalerie Hans Feige, Corpul de armată 36 sprijinit de două unități speciale de blindate urmau să atace din regiunea Kuusamo spre est, de-a lungul liniei  Salla-Urinsalmo. Această operațiune era menită să ocupe orașul Kandalaksha de la Marea Albă din Karelia, izolând trupele Frontului sovietic de nord, care altfel ar fi fost trimise să lupte împotriva  Platinfuchs. Operațiunea germană trebuia să rupă Peninsula Kola și Murmanskul  de restul Uniunii Sovietice.
În același timp o operațiune condusă de finlandezi urma să atace spre Lacul Ladoga și râul Svir.

## Operațiunea  Renntier
Prima fază, Renntier,  a fost lansată pe 22 inie 1941, odată cu declanșarea Operațiunii Barbarossa. Două divizii de infanterie alpină ale Gebirgskorps Norwegen s-au deplasat din Norvegia în regiunea Petsamo din Finlanda. Apariția în zonă a germanilor a fost o surpriză totală pentru sovietici. Germanii, odată ajunși pe poziții, au început de îndată pregătirile pentru Platinfuchs. În sud, trupele germane erau de asemenea gata de lansarea atacului. Pe 25 iunie, sovieticii au lansat o ofensivă aeriană majoră care a oferit Finlandei pretextul necesar intrării în război. 

## Asalturile gemene
Pe 29 iunie au fost lansate simultan operațiunile Polarfuchs și Platinfuchs. 

Regiunea din jurul Petsamo în care infanteria alpină germană (Gebirgskorps Norwegen) a desfăşurat Operaţiunea Platinfuchs.

În nord, s-a declanșat atacul german, căruia i-a trebuit să-i facă față două divizii sovietice. 
Terenul din această regiune era extrem de accidentat. Datorită temperaturilor foarte scăzute de-a lungul anului, în zonă nu creșteau copaci, vegetația în general fiind extrem de săracă. Solul era acoperit de bolovani uriași, traversare regiunii cu ajutorul tancurilor sau vehiculelor motorizate fiind o sarcină imposibilă. Într-o zonă fără drumuri, germanii au fost nevoiți să-și construiască propriile căi de acces, vehiculele lor fiind obligate să se deplaseze numai pe acestea, devenind astfel ținte sigure pentru artileria sovietică. Pentru a rezolva problemele aprovizionării, germanii au adus animale de povară din Grecia, dar acestea au pierit rapid în climatul aspru nordic. Atacul a încetat rapid. Problemele de apovizioare au fost în principal răspunzătoare pentru acest rezultat. Materialele necesare atacului erau aduse pe drumurile proaste din zonă, aflate sub tirul artileriei sovietice, de al cea mai apropiată stație de cale ferată aflată la 531 km. Pozițiile sovietice se aflau la doar 60 km de portul Murmansk și foarte aproape de drumurile germano-finlandeze de apovizionare. În timp ce infanteriștii alpini germani înaintau cu greu, rușii și-au întărit pozițiile aducând în zonă încă o divizie de infanterie și câteva unități de marinari din portul Murmansk. Rușii construiseră o rețea de tranșee foarte puternice și își depășeau din punct de vedere numeric atacatorii. Pe 22 septembrie, după mai multe încercări nereușite de traversare a râului Litsa, comandamentul german a trebuit să accepte eșecul operațiunii Platinfuchs. Linia frontului s-a stabilizat pe pozițiile pe care infanteriștii alpini germani la atinseseră în momentul încetării atacului și a rămas aproape neschimbat și destul de calm de-a lungul întregului război. Au existat numai lupte lipsite de amploare între patrulele de schiori. 

Zona din jurul oraşului Kuusamo în care s-a desfăşurat operaţiunea Polarfuchs.

În sud, Polarfuchs a început simultan cu Platinfuchs. Terenul în care acționau germanii era diferit de cel al camarazilor lor care atacaseră în nord. Regiunea din jurul oarșului Kuusamo era acoperită de păduri virgine, cu pomi gigantici care dominau arboretele puternic dezvoltat, păduri presărate cu nenumărate mlaștini, pârâuri și bălți mici. Acest teren era total neobișnuit pentru soldații germani, care proveneau în mare parte din orașe sau din zonele rurale cu pământuri cultivate în mod intensiv. În ciuda diferențelor fața de zona atacului de nord, din punct de vedere militar piedicile puse mijloacelor mecanizate de transpost și de luptă erau la fel de mari. Toate vehiculele erau obligate să folosească doar puține drumuri, pe care artileria sovietică le menținea sub un tir continuu. 
Divizia ( Kampfgruppe) SS Nord a fost desemnată să intre în luptă în zona satelor  Märkäjärvi și Salla. În ciuda protestelor comandantului de divizie, care considera că unitatea sa nu este pregătită pentru luptă, s-a ordonat ca atacul să fie declanșat de îndată. Germanii s-au afundat în pădurea deasă. În timpul unor lupte grele, germanii au avansat foarte puțin, pierzând 700 de oameni în două zile, fiind în cele din urmă nevoiți să stopeze înaintarea. Întreaga operațiune, la fel ca în cazul atacului din nord a ajuns într-un punct mort, luptele fiind reduse la ambuscade și lupte dintre patrule. În cele din urmă, Hitler a ordonat încetarea acțiunilor ofensive pe acest front. 

## Concluzii
Eșecul operațiunii Silberfuchs a avut un efect de durată asupra desfășurării războiului pe frontul de răsărit. În timp de restul liniilor sovietice s-au prăbușit în 1941, forțele Frontului de Nord de sub comanda lui Roman Panin a rezistat cu succes, provocând pierderi de până la 15% din efectivele implicate inițial în atac. 
Eșecul german a fost cauzat de mai mulți factori, dintre care terenul foarte accidentat și pegătirea informativă corespunzătoare sunt cei mai importanți. Atacului i-a lipsit punctul de maxim efort (Schwerpunkt), principalul factor de succes în cadrul strategiei Blitzkrieg (războiul fulger). 
Murmanskul a rămas sub controlul sovietic de-a lungul întregului război, aproximativ un sfert din materialul adus în țară prin programul lend lease fiind descărcat prin acest port, (restul fiind descărcat prin Vladivostok(~50%), Iran și porturile de la Marea Neagră (~25%). Materialele sosite prin acest port au avut o contribuție hotărâtoare la refacerea rapidă a armatei sovietice după dezastrul din 1941. 
Războiul din nord a trenat până în mai 1945. În septembrie 1944, finlandezii au semnat Armistițiul de la Moscova, care a dus la izbucnirea războiului din laponia. În octombrie 1944, Armata Roșie a declansat Ofensiva Petsamo-Kirkenes, obținând o victorie decisivă impotriva forțelor germane din zona Arctică. 